# بوبروفکا
بوبروفکا (به لاتین: Bobrovka) یک منطقهٔ مسکونی در روسیه است که در سرزمین آلتای واقع شده‌است.